# Серп и Молот (завод в Саратове)
ОАО Саратовский завод «Серп и Молот» — старейшее промышленное предприятие Поволжья, основанное в Саратове немецким промышленником Отто Берингом в 1887 году. Завод построен на месте старых кайзеровских подвалов (А. К. Кайзер — саратовский купец) по Астраханской улице у Белоглинского оврага. В XIX веке это место было окраинным, окружённым цепью прудов, а в XX веке данный район стал торгово-промышленным центром города, чему способствовала близость железной дороги и товарной станции Саратов-2. Астраханская улица стала одной из главных городских автомагистралей. В 1980-е годы завод занимал ведущие позиции среди предприятий Поволжья в составе Министерства автомобильного, тракторного и сельскохозяйственного машиностроения СССР. Сегодня завод — высокомеханизированное предприятие, оснащённое современной техникой отечественного и зарубежного производства.

## Историческая хроника
Ноябрь 1887 г. — в Саратове открыт чугунолитейный и механический завод. Новый завод назывался «Сотрудник»;
1887-1889 гг — оснащение завода передовой техникой и оборудованием, станками для всевозможной обработки металла и дерева, медное и чугунное литьё, устройство мельниц, маслобойных, пивоварных машин и аппаратов (95 сотрудников).
1889/1915 гг — специализация завода на изготовлении нефтяных двигателей внутреннего сгорания (400 сотрудников, 150 двигателей/год). Завод именуют Завод двигателей Беринга.
1915/1917 гг — выпускается военная продукция (снаряды, гранаты, мины), прессы для железнодорожных механизмов (300—500 сотрудников).
Январь 1922 г — по постановлению профсоюза металлистов заводу присвоено наименование «Сотрудник революции».
1918-1923 гг — выпускается продукция для нужд Рязано-Уральской железной дороги (50-200 сотрудников).
1923-1941 гг — выпуск котельного, вальцерезного оборудования, возобновлено производство ДВС (200 сотрудников, 50 двигателей/год), освоен выпуск изделий для комбинатов черной металлургии, начато строительство механосборочного и сталелитейного цехов.
1941 г — по решению Наркомата машиностроения Саратовский завод «Сотрудник революции» объединился с частью коллективов Саратовского завода «Трактородеталь» и Харьковского завода «СЕРП и МОЛОТ», завод получил общее наименование Саратовский завод «СЕРП и МОЛОТ».

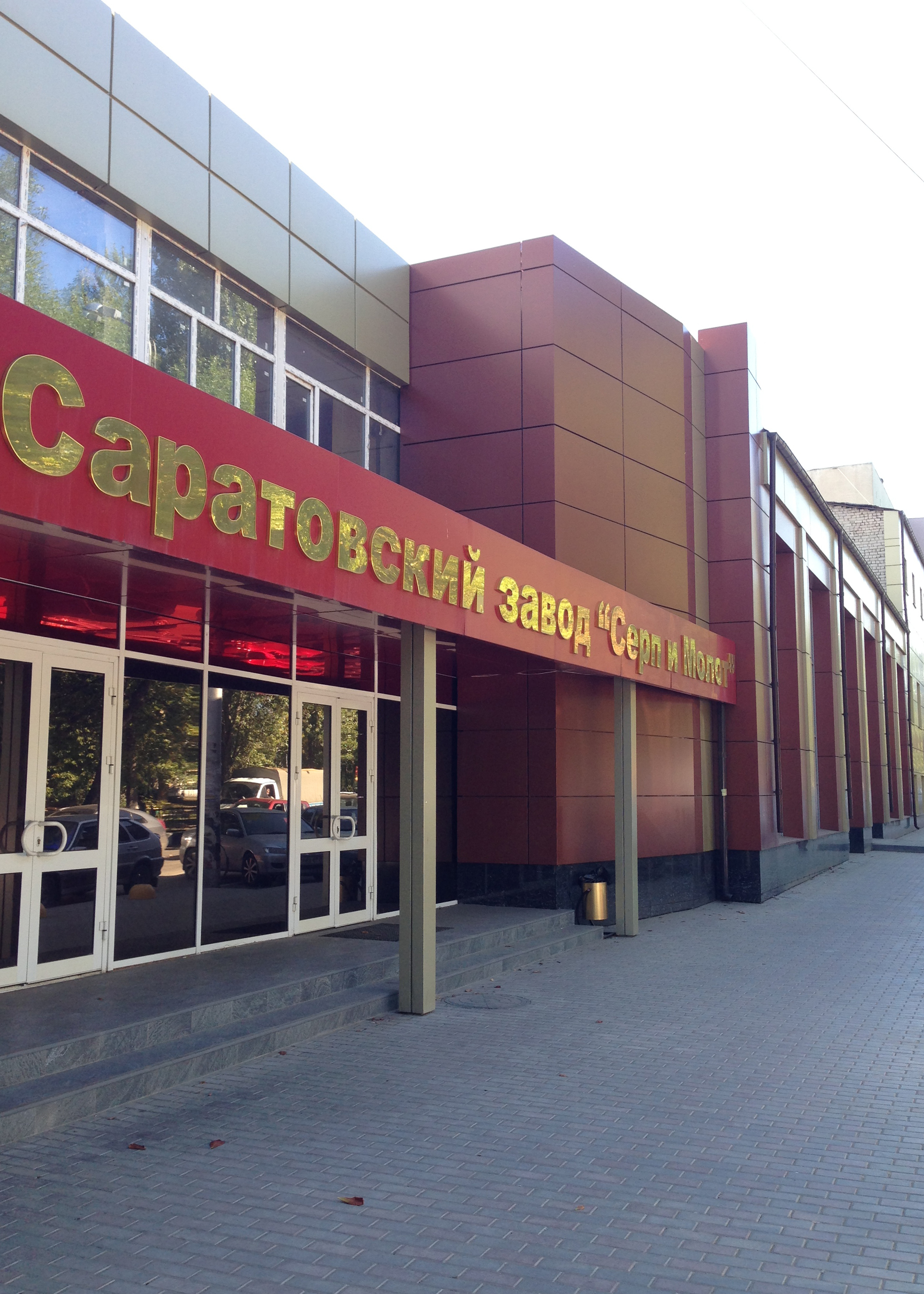

1941—1945 гг — в связи с началом Великой Отечественной войны произошла переориентация производства на выпуск артиллерийских снарядов, выпуск тракторных запасных частей
1945—1950 гг — по окончании войны производство специализируется на производстве запасных частей к колесным и гусеничным тракторам, организовано конструкторское бюро.
1950—1970 гг — взят курс на модернизацию станочного парка, механизацию межоперационного транспорта и автоматизацию производства, внедрение поточно-механизированной производственной линии многошпиндельных сверлильно-расточных станков, токарных автоматических линий, внедрение автоматических и поточных линий по производству автомобильных и тракторных распредвалов
1970-1990 гг — закончена реконструкция завода, введены профилакторий, стоматологическая клиника, столовая, база отдыха, выпускается 40 наименований деталей, свыше 8 млн деталей в год на сборочные конвейеры крупнейших тракторных заводов СССР, освоен выпуск распредвалов для комбайнов и «Жигулей» (свыше 2000 сотрудников).
Март 1998 г — После распада СССР предприятие стало Акционерным обществом и переименовано в Открытое акционерное общество Саратовский завод «Серп и Молот».
2000 г —  переориентация завода «Серп и Молот» на изготовление автомобильных деталей (автокомпонентов).

## Отделения завода
- Механический цех
- Энергетический цех
- Инструментальный цех
- Транспортный цех
- Упаковочный участок
- Цех технического контроля
- Заводоуправление